# فيلزهوفن
فيلزهوفن (بالألمانية: Vilshofen an der Donau) هي بلدة ألمانية تقع في باساو في ألمانيا.

## المدن التوأمة
مدينة Cisnădie هي مدينة توأمة لـفيلزهوفن.

## أعلام
- روث دريكسل
- كريستوف بير
- جانوس لازلو ناغي
- فرانز ماير